# 이즈모국
이즈모국(일본어: 出雲国 이즈모노쿠니[*])은 일본 산인도에 있던 옛 구니이다. 현재의 오키섬을 제외한 시마네현의 동부에 해당한다. 운슈(雲州)라고도 한다.(데와노쿠니와의 혼동을 피하기 위해 운슈라고 부른다.)
이즈모라는 이름은 구름(雲)이 솟구치는 모습을 나타낸 말이라고도 하고, 일본 열도를 창조했다는 여신 이자나미에 대한 경칭 이즈모(稜威母)에서 따온 말이라고도 한다. 고대 일본어의 역사적 가나 표기법에서는 '이즈모'를 '出鐵'로 표기했는데, 여기에는 '철의 산지'라는 뜻이 담겨 있다.
고대 일본의 주요 정치적 세력 중 하나로 한동안 독립을 유지하다가 4세기경 야마토에 의해 흡수되었다. 현재도 이즈모타이샤(出雲大社)는 이세 신궁과 함께 신토의 가장 중요한 신전 가운데 하나이다. 이즈모타이샤는 이즈모 족과 스사노오의 아버지인 오오구니누시노미코토의 신전이다.

## 연혁

### 고대 이즈모
고대 이즈모는 청동기 문화를 주로 한 서부 지역(현재의 일본 시마네현 이즈모시 부근)과 철기 문화를 주로 한 동부 지역(현재의 일본 시마네 현 야스기시, 돗토리현 요나고시, 오야마쵸), 이 두 개의 강대한 세력에서 출발해, 통일 왕조를 이루고 환동해 지역을 중심으로 하는 종교 국가를 수립했다고 한다. 특히 동부 이즈모는 훗날 일본의 율령제 아래 세워지게 되는 호키국(伯耆國) 지역까지 문화적 연계를 지녔으며, 특히 야요이 시대에는 이즈모와 호키에 '이즈모 문화권'으로도 불리는 문화권이 형성되어 있었다고도 한다. 고고학에서는 고분이 발달하기 이전의 특징적 매장 양식인 사우돌출분구묘의 분포 상황으로 미루어, 호쿠리쿠 지방도 고대 이전의 상고(上古) 이즈모로 불러야 한다는 설도 있다. 이러한 환동해 지역으로의 판도 확대에 관련해서는 이른바 '나라 당겨온 신화'로서 《이즈모쿠니후토기》(出雲國風土記)에도 실려있다.
율령국가 수립 이전, 일본 안에서 이즈모 국이 가졌던 영향력은 오늘날 일본 신화 여기저기에서 보이고 있다. 특히 일본 창생신화 대부분이 이즈모나 그 주변을 무대로 하고 있는 것을 들어 그 정신적 영향력은 거의 절대적이었다고 한다. 그러나 야마토 조정과의 경쟁 끝에 결국 야마토에 복속되었고, 이것은 오늘날 '나라 넘긴 신화'로서 《고지키》나 《니혼쇼키》등에 기록된 것으로 보인다. 오오쿠니노누시노 미코토가 천손 호호니니기노 미코토에게 나라를 내놓는 조건으로 건립되었다고 전하는 이즈모타이샤는, 오늘날까지 일본 각지에서 참배객들이 줄을 잇는다. 이즈모 다이샤의 제사를 거행하는 이즈모노 구니노미야쓰코(出雲國造)를 아마테라스 오오미카미의 차남 아메노호히노 미코토(天穂日命)의 예손으로 칭하는 집안 전승이 남아있는 것도 고대 이즈모가 지녔던 역사와 전통의 깊이를 짐작하게 한다.

### 율령국가 이후
율령제하에서 옛 이즈모노 구니노미야쓰코의 지배 영역을 바탕으로 쿠니가 설치된 것은 7세기이다. 7세기 말에 조성된 후지와라노미야 유적이나 이즈모 국청 유적에서 발굴된 목간에서 얻어낸 자료를 바탕으로, 이곳에는 이즈모노 고오리(出雲評) · 다테누이노 고오리(楯縫評) · 오오하라노 고오리(大原評) 등이 존재했었음을 확인할 수 있는데, 《니혼쇼키》 사이메이 덴노 5년(659년)조에 기록된 '오우 군(於友郡)'은 편자의 윤색이며 다만 오우 군(意宇郡)의 전신으로서 오우노 고오리(意宇評)가 이미 7세기에 설치되어 있었음은 확인할 수 있다.
헤이안 시대에 이르러 오우군이 포함된 동부 이즈모 지역을 조정에 몰수당한 이즈모노 구니노미야쓰코 집안은 지금의 이즈모 다이샤가 있는 서부 이즈모 지역에 중심지를 정했다. 조정이 몰수한 동부 이즈모는 장원 슈고의 관할에 들어갔고, 훗날 갓산토다 성(月山富田城, 지금의 야스기시 히로세 정)을 중심으로 현지 제철산업을 장악하고 이즈모ㆍ호키 지방을 지배한 센고쿠 다이묘 아마고씨(尼子氏)도 이렇게 성장하게 되었다. 센고쿠 시대에 접어들며 이즈모의 정치적인 영향은 완전히 쇠퇴했다.
이즈모의 동부 지역은 중앙권력이, 서부 지역은 현지 토착세력인 이즈모노 구니노미야쓰코가 영향력을 행사하는 구도는 에도 시대에까지 이어졌다. 동부 이즈모에는 바쿠후에 의해 마츠에 번이 설치되었고, 메이지 시대의 폐불훼석 영향이 서부보다 동부에서 더 흔하게 확인되고 있다. 이러한 동서 이즈모 지역의 서로 다른 역사적 견해로 인해 이즈모의 역사는 더욱 알기 힘들게 되고 말았다.

## 군
- 오우군(일본어판)(意宇郡)
- 노키군(일본어판)(能義郡)
헤이안 시대 이전에 오우 군에서 분리.
- 시마네군(일본어판)(島根郡)
- 아이카군(일본어판)(秋鹿郡)
- 다테누이군(일본어판)(楯縫郡)
- 이즈모군(일본어판)(出雲郡)
- 간도군(일본어판)(神門郡)
- 이이시 군(飯石郡)
- 니타군(仁多郡)
- 오하라 군(大原郡)

## 같이 보기
- 이즈모 (장갑순양함)
- JS 이즈모 (DDH-183)
- 마쓰에번